# Натчез (язык)
Натчез (Natchez) — индейский язык-изолят, на котором говорит народ натчез в американских штатах Луизиана и Миссисипи. Два носителя этого языка, Ватт Сэм и Нэнси Рэйвен, умерли в конце 1930-х годов. Натчез трудятся над тем, чтобы возродить свой язык и сделать его разговорным. Начиная с 2011 года, областные лингвисты из общества изучали техническую документацию.
Натчез сейчас живут среди криков (мускоги) и чероков в штате Оклахома, у которых есть диалект таэнса.

## Фонология
Фонемный инвентарь языка натчез является типичным для языков Залива. В нем по глухости-звонкости различались сонорные согласные, но не шумные согласные, в отличие от обратной ситуации, наблюдающейся в большинстве языков мира.
|          | Губ.-губ. | Альвеол. | Палатал. | Веляр. | Лабиовеляр. | Глот. |
| -------- | --------- | -------- | -------- | ------ | ----------- | ----- |
| Взрыв.   | p         | t        |          | k      | kʷ          | ʔ     |
| Аффр.    |           | ts       |          |        |             |       |
| Фрикат.  |           | s        |          |        |             | h     |
| Нос.     | m̥ m       | n̥ n      |          |        |             |       |
| Аппрокс. |           | l̥ l      | ȷ̊ j      |        | w̥ w         |       |

Там было 5 гласных, откуда происходят долгие и краткие гласные, /a aː e eː i iː o oː u uː/. У Ватта Сэма была шестая гласная, «ö», вторичного происхождения, которая тоже встречалась долгой и краткой.
|                  | Переднего ряда | Среднего ряда | Заднего ряда  |
| ---------------- | -------------- | ------------- | ------------- |
| Верхнего подъёма | i [i] iː [iː]  |               | u [u] uː [uː] |
| Среднего подъёма | e [ɛ] eː [ɛː]  | ə [ə]         | o [o] oː [oː] |
| Нижнего подъёма  |                | a [a] aː [aː] |               |

Ударение падало на предпоследний слог, если он содержал долгий гласный, в остальных случаях ударным являлся третий от конца слог.